# Maarja
Maarja-Liis Ilus (artistnamn Maarja), född 24 december 1980 i Estlands huvudstad Tallinn, är en av Estlands mest framgångsrika artister. Maarja talar fem språk och är sedan 1999 Unicef-ambassadör.
Maarja studerade som klassisk pianist i åtta år och gav ut sitt första album, Maarja-Liis 1996, samma år som hon medverkade i Eurovision Song Contest, och det fick stor framgång inte minst i länder som Japan och Australien. Hon har sedan givit ut ett antal album. År 2000 medverkade hon i en stor konsert i Tallinn tillsammans med Tina Turner. Hon har också spelat ledande roller i musikaler som Sound of Music (Maria), Cats, Miss Saigon, Rent och i Andrew Lloyd Webbers internationella galaföreställning, Abba-konserter med bland andra Tommy Körberg med mera. Hon har emellanåt bott i Sverige och samverkat med svenska musikpersoner med skivutgivningar direkt i Skandinavien.
Utöver musiken har hon också tagit en jur.kand. vid Tartu universitetet 2006 och studerade 2007 på stipendium vid Berklee College of Music i Boston.

## Eurovision Song Contest
1996 vann Maarja den estniska uttagningen till Eurovision Song Contest tillsammans med Ivo Linna och med bidraget Kaelakee Hääl slutade på femte plats i finalen i Oslo, med bland annat 12 poäng (högsta poäng) från Sverige, Island och Finland. Året efter vann hon återigen den estniska uttagningen och framträdda själv bidraget Keelatud maa i Dublin. Där slutade hon efter omröstningen på åttonde plats, med bland annat 12 poäng ifrån Italien.
Hon medverkade i Melodifestivalen 2003 i Sundsvall med låten He is Always On My Mind, men gick inte vidare från sin deltävling.

### Eurovisionfakta
- 1996; Kummalisel teel, blev sexa i estniska uttagningen (tillsammans med Evelin Samuel, Karl Madis & Pearu Paulus)
- 1996; Kaelakee hääl, vann i Estland och blev femma i ESC tillsammans med Ivo Linna
- 1997; Keelatud maa, vann i Estland och blev åtta i ESC
- 1997; Aeg, slutade sjua i Estland (tillsammans med Hanna-Liina Võsa & Anne Värvimann)
- 2003; He is Always On My Mind, sexa i delfinal i Melodifestivalen
- 2004; Homme, slutade fyra i Estland

## Diskografi
Album
- 2012 – Kuldne põld

- 2009 – Jõuluingel
- 2008 – Homme
- 2006 – Läbi jäätund klaasi
- 2005 – Look Around
- 2000 – City Life
- 1998 – Heart (Japan-album)
- 1998 – First In Line (Japan-album)
- 1997 – Kaua veel
- 1997 – First In Line
- 1996 – Maarja-Liis

Viktigare singlar
- 2015 - Nii sind ootan

- 2015 - Tulilinnud

- 2003 – He Is Always On My Mind
- 2001 – All The Love You Needed
- 1998 – Hold Onto Love (Japan)
- 1998 – Hold Onto Love
- 1996 – First In Line